# Фисксетра
Фисксетра (на шведски: Fisksätra) е град в лен Стокхолм, източната част на централна Швеция, община Нака. Намира се на около 15 km на югоизток от централната част на столицата Стокхолм. Той е предградие (град-сателит) на Стокхолм. Населението на града е 8255 жители, по приблизителна оценка от декември 2017 г.